# Мала Ростівка
Мала́ Ростівка — село в Україні, в Оратівській селищній громаді Вінницького району Вінницької області. Розташоване на обох берегах річки Жидь (притока Роськи) за 20 км на захід від смт Оратів та за 11 км від станції Оратів. Населення становить 197 осіб (станом на 1 січня 2018 р.).

## Населення

### Мова
Розподіл населення за рідною мовою за даними перепису 2001 року:
| Мова       | Кількість | Відсоток |
| ---------- | --------- | -------- |
| українська | 273       | 98.91%   |
| російська  | 2         | 0.75%    |
| білоруська | 1         | 0.36%    |
| Усього     | 276       | 100%     |

## Історія
Станом на 1885 рік у колишньому власницькому селі Великоростівської волості Липовецького повіту Київської губернії мешкало 484 особи, налічувалось 61 дворове господарство, існували православна церква, школа, постоялий будинок і водяний млин.
За переписом 1897 року кількість мешканців зросла до 625 осіб (317 чоловічої статі та 308 — жіночої), з яких 602 — православної віри.
18-21 липня 2019 року у селі, біля садиби генерала Заботіна, пройшов йогівський фестиваль Vedalife. На заході були присутні близько 1000 відвідувачів зі всієї України та із-за кордону.
12 червня 2020 року, відповідно розпорядження Кабінету Міністрів України № 707-р «Про визначення адміністративних центрів та затвердження територій територіальних громад Вінницької області», село увійшло до складу Оратівської селищної громади.
19 липня 2020 року, в результаті адміністративно-територіальної реформи та ліквідації Оратівського району, село увійшло до складу Вінницького району.

## Пам'ятки
У північній частині села, в долині річки Жидь знаходиться Малоростівський гідрологічний заказник.
У селі розташовані пам'ятка архітектури місцевого значення Палацо-парковий комплекс садиби Заботіних (початок ХХ ст.) та дерев'яна Покровська церква 19 ст. (реконструйована).

## Галерея

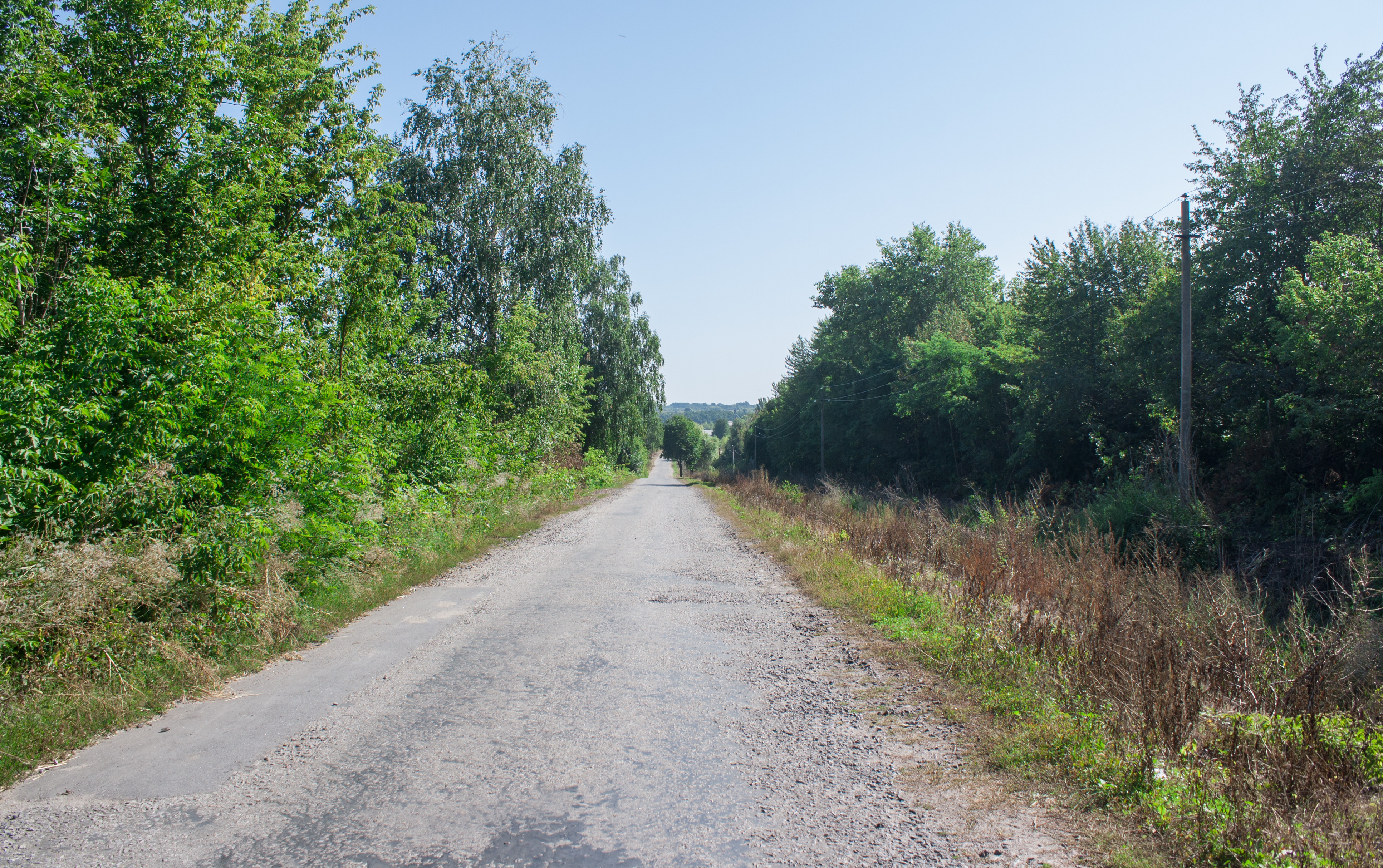
В'їзд у село
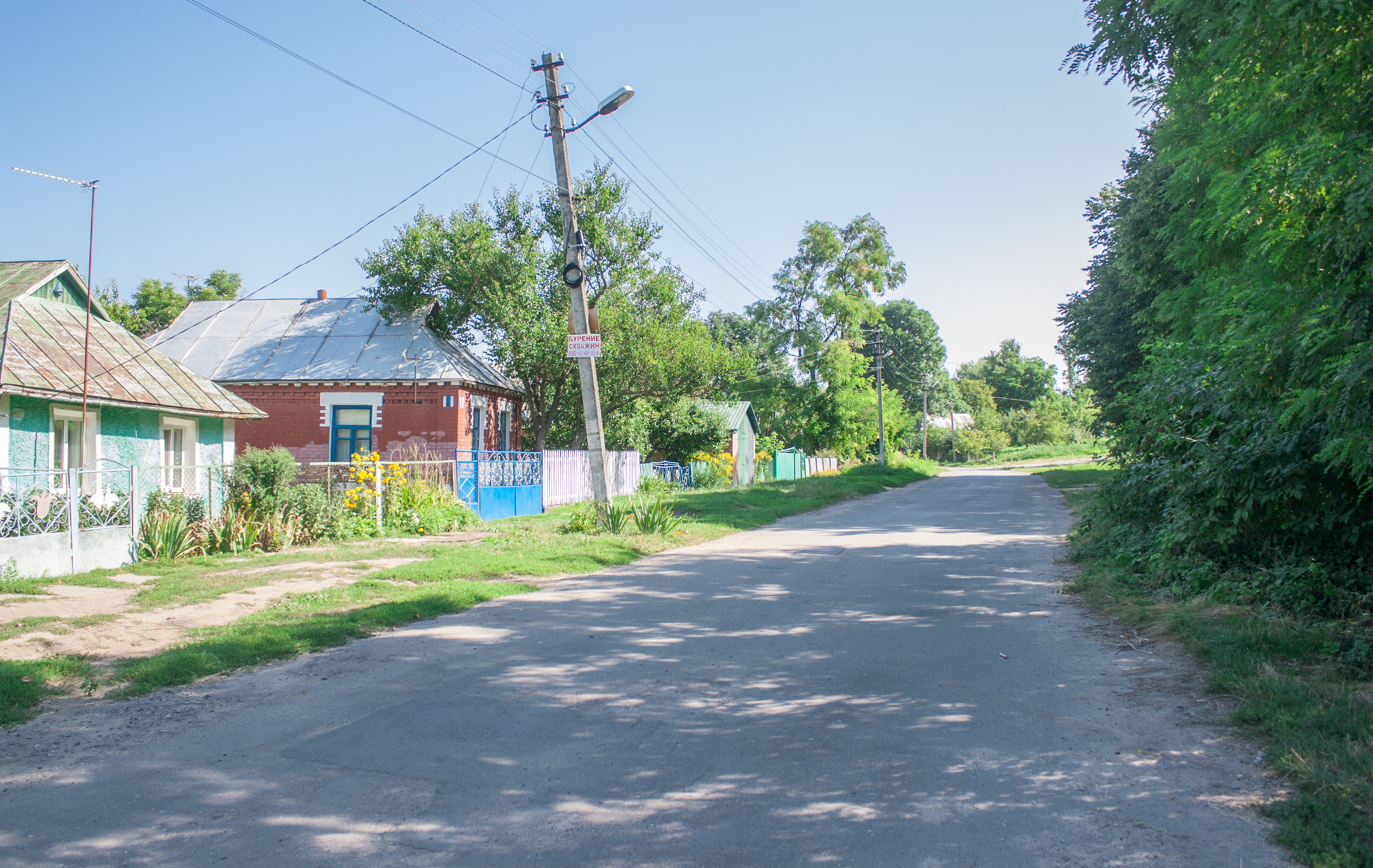
Головна вулиця
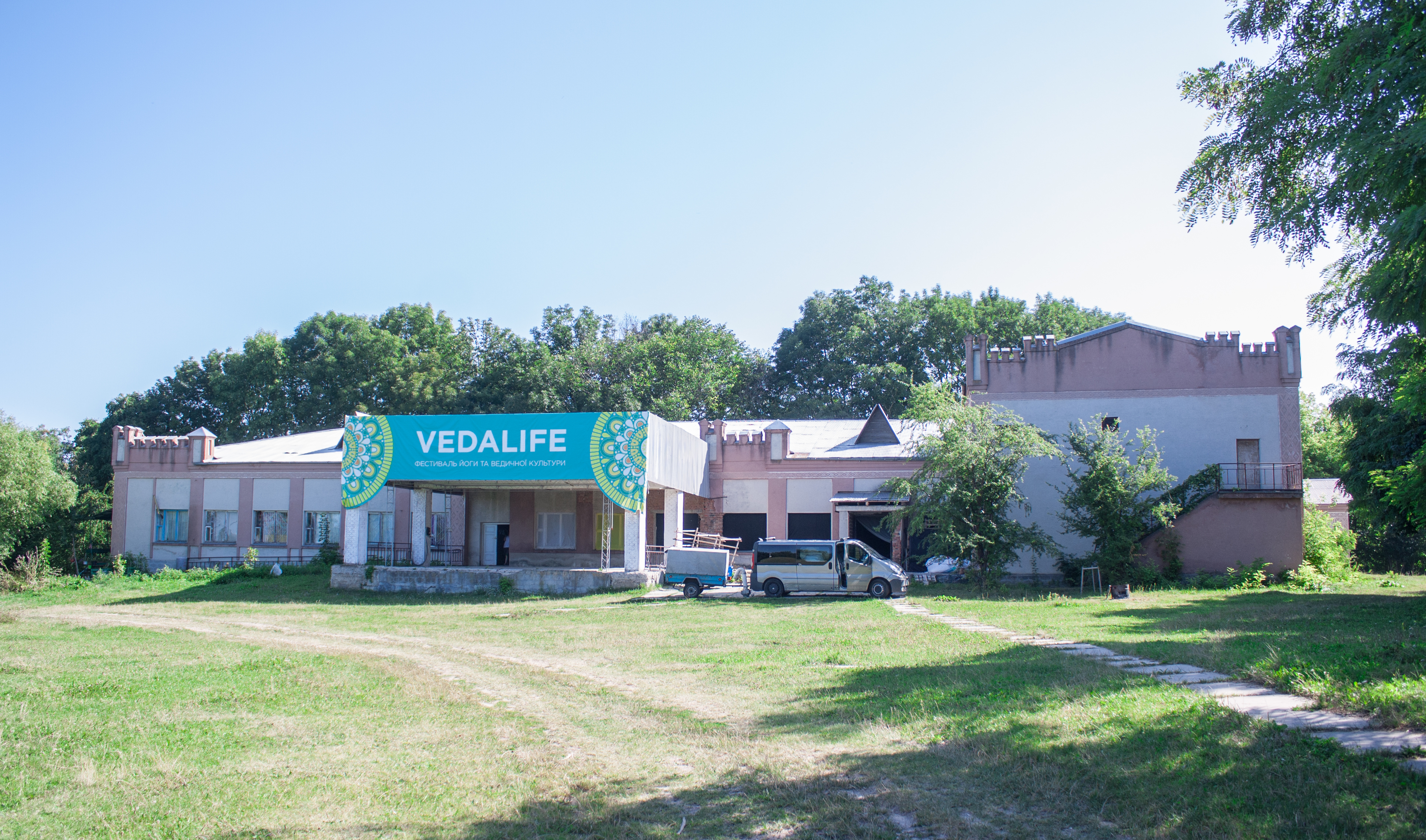
Будинок культури
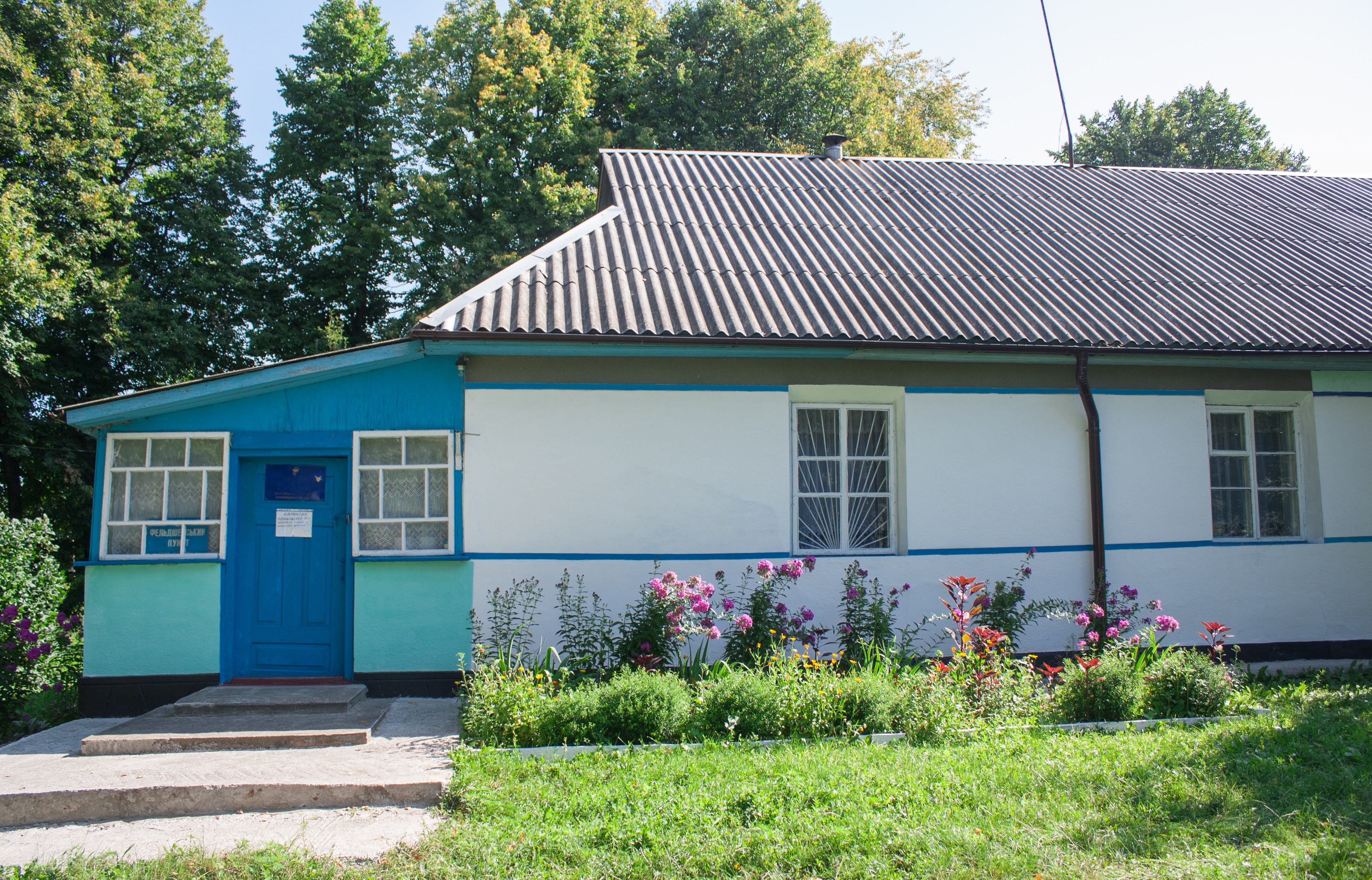
Фельдшерський пункт
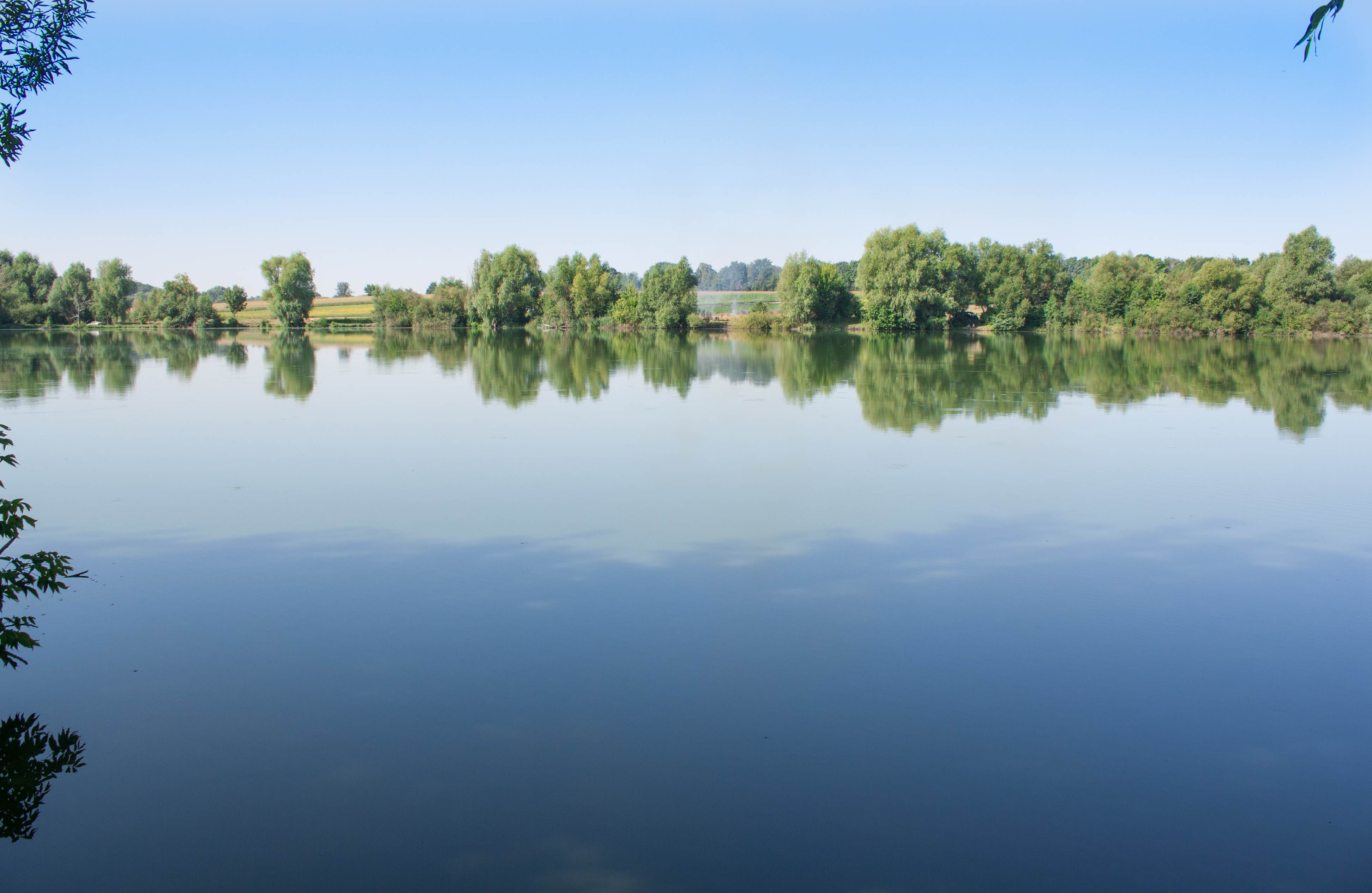
Ставок на річці Жидь
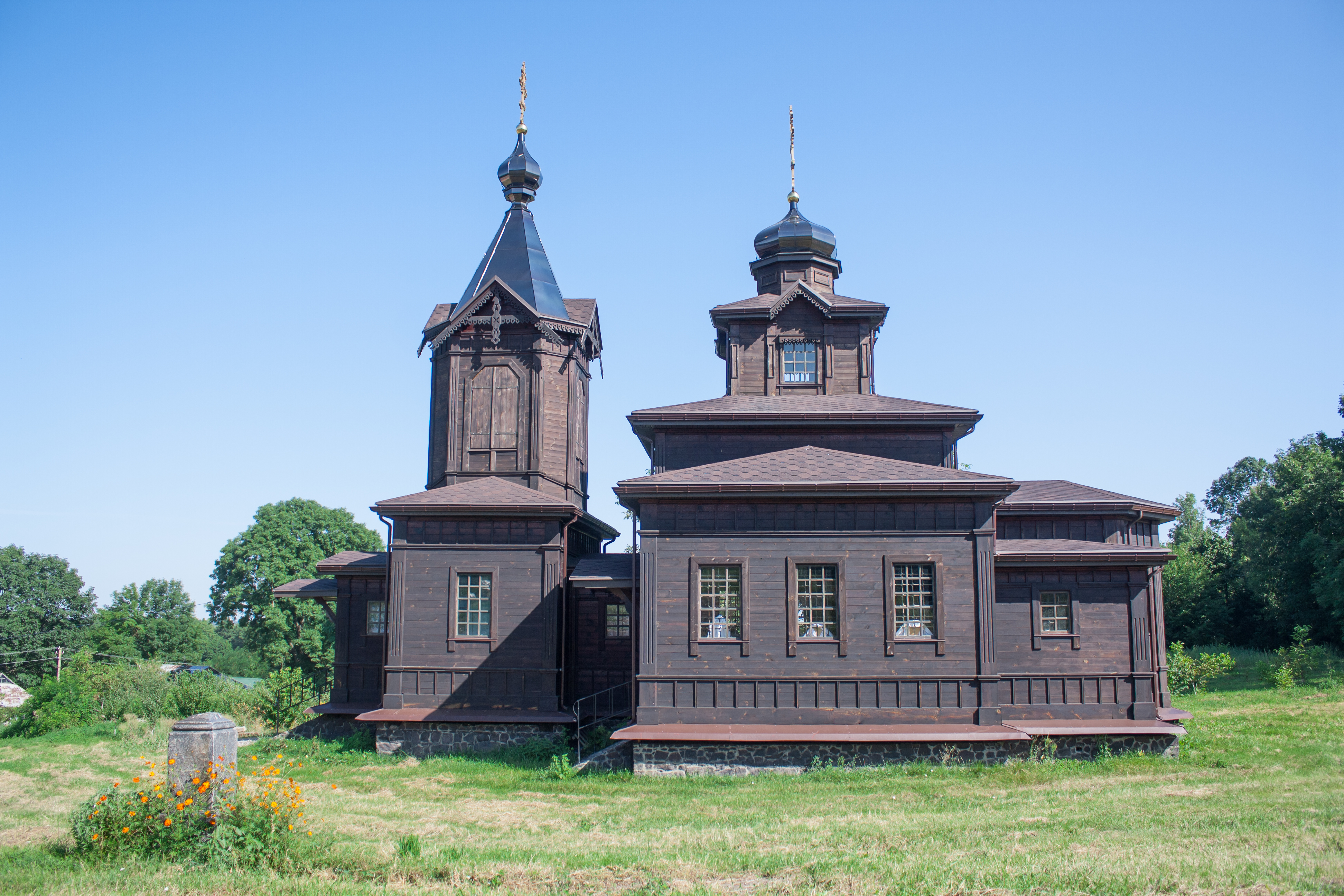
Покровська церква (XIX ст.)
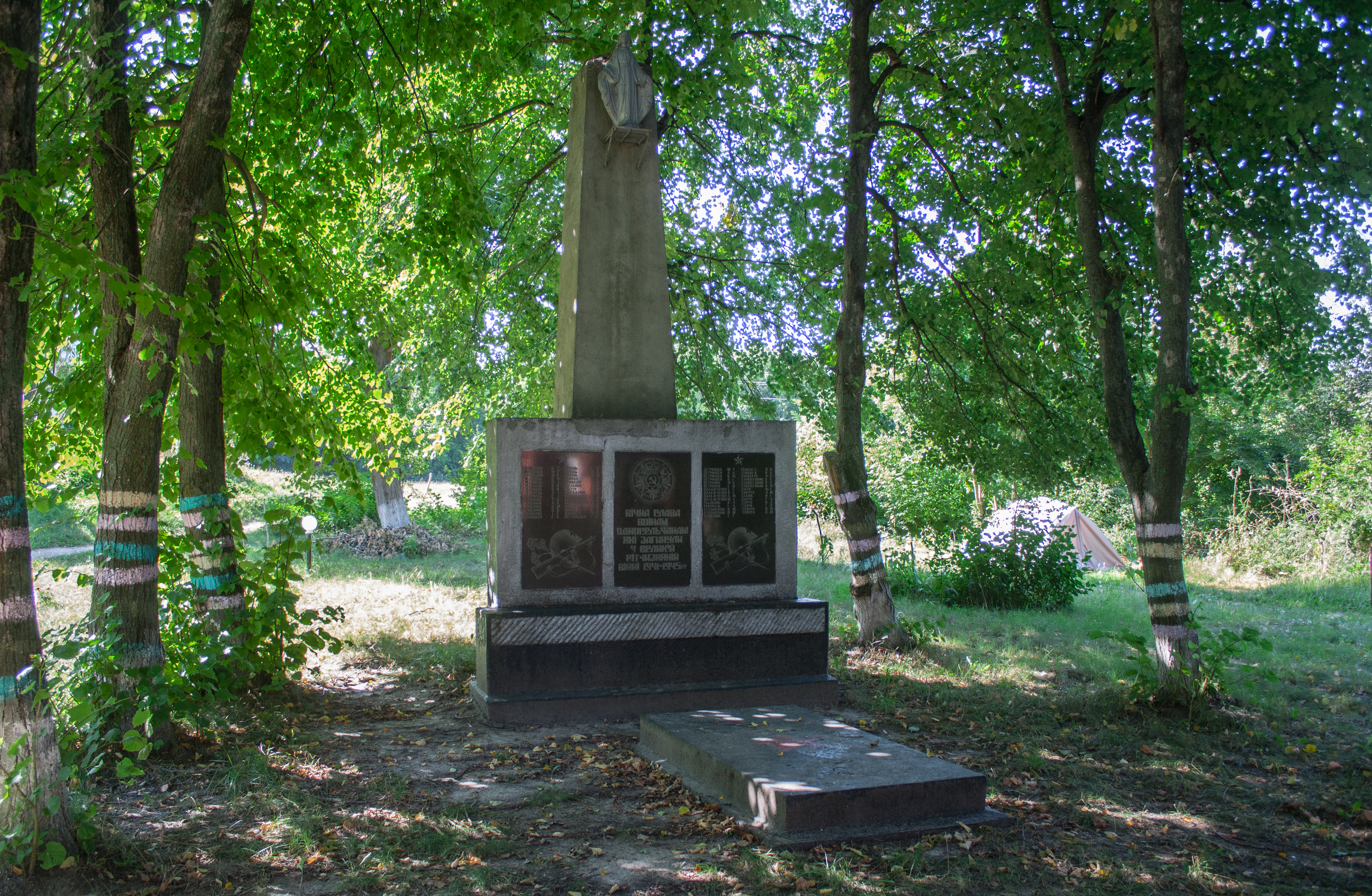
Пам'ятник воїнам-односельчанам